# Wacław Wilczyński

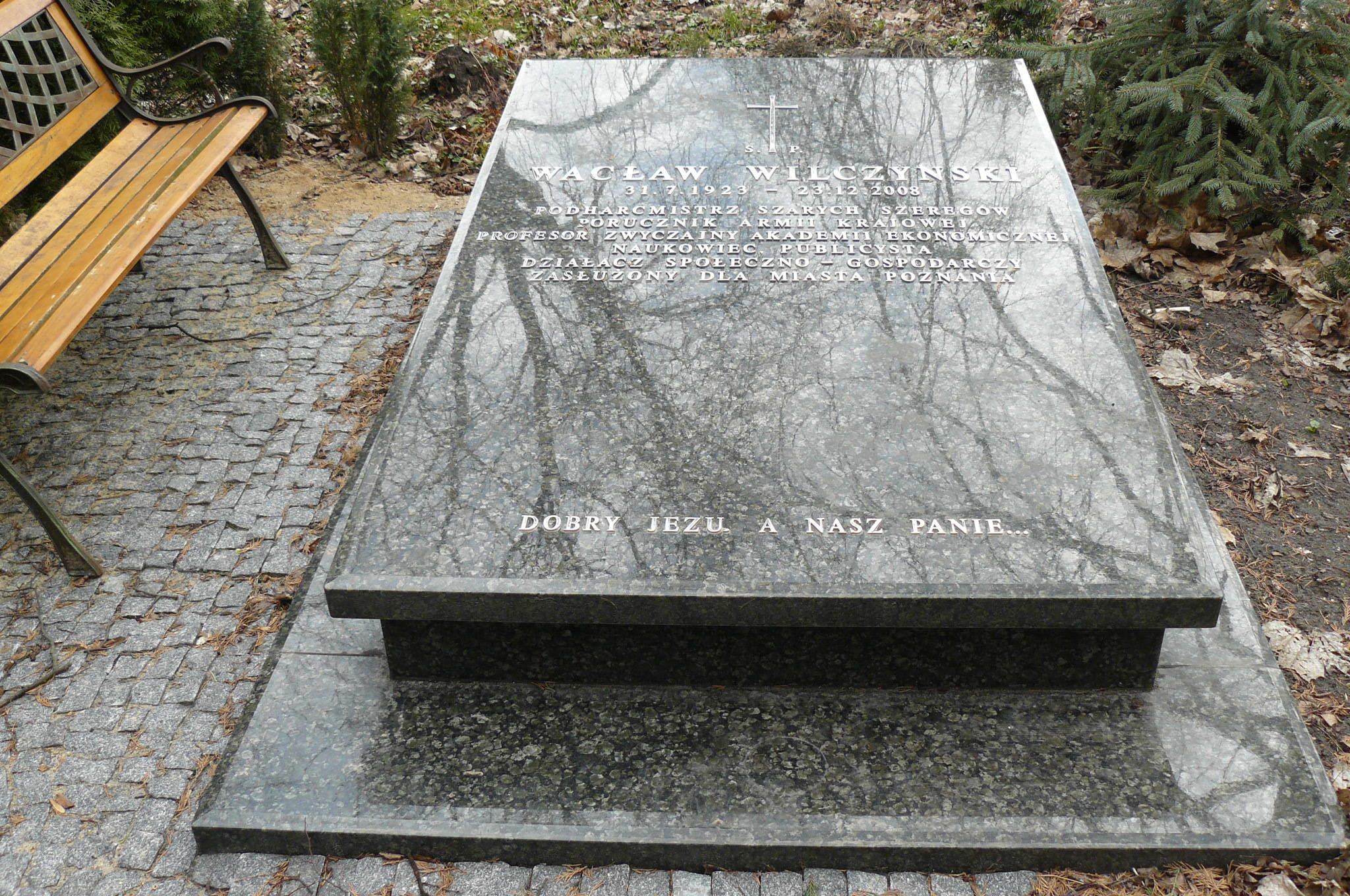
Cmentarz Zasłużonych Wielkopolan – grób W. Wilczyńskiego

Wacław Wilczyński (ur. 31 lipca 1923 w Warszawie, zm. 23 grudnia 2008 w Poznaniu) – polski profesor nauk ekonomicznych, uczeń Edwarda Taylora, członek PZPR w latach 1948–1981.

## Życiorys
Jego ojciec Wacław był pracownikiem Banku Polskiego, w latach 30. zastępcą Dyrektora Polskiej Kasy Rządowej w ówczesnym Wolnym Mieście Gdańsku W czasie wojny podharcmistrz Szarych Szeregów i oficer Armii Krajowej. W 1943 w tajnym Liceum Ziem Zachodnich zdał maturę. W 1948 roku ukończył Akademię Handlową w Poznaniu. Pracę doktorską „Ewolucja teorii konkurencji” obronił 30 czerwca 1959. W 1963 habilitował się na podstawie rozprawy „Rynek sprzedawcy i rynek nabywcy a optymalne wykorzystanie zasobów” w Szkole Głównej Planowania i Statystyki w Warszawie. Pod koniec lat sześćdziesiątych wykładał na katolickim uniwersytecie w Leuven (Belgia). W 1970 roku otrzymał tytuł profesora nadzwyczajnego nauk ekonomicznych, a w 1976 prof. zwyczajnego. Na przełomie lat 70. i 80. był konsultantem w zespole reformatorskim Leszka Balcerowicza. Po ogłoszeniu stanu wojennego wystąpił z PZPR. Później członek Rady Ekonomicznej przy rządzie Tadeusza Mazowieckiego, w latach 1993–1997 stał na czele Rady Ekonomicznej przy prezesie Narodowego Banku Polskiego.
Był wykładowcą Akademii Ekonomicznej w Poznaniu, Wyższej Szkoły Bankowej w Poznaniu, a także publicystą „Wprost”. Popierał gospodarkę rynkową jako ustrój gospodarczy oraz zdecydowane kroki naprawcze w sferze polityki i ekonomii. Był zwolennikiem „radykalnej terapii ustrojowej, oznaczającej zdecydowany, nie rozkładany w czasie przełom w stosunkach ekonomicznych”.
Za ogół swej działalności naukowej i publicystycznej odznaczony został Krzyżem Kawalerskim (1966) i Komandorskim (1972) – Orderu Odrodzenia Polski oraz Krzyżem Komandorskim z Gwiazdą Orderu Odrodzenia Polski (1998). W 1993 roku otrzymał tytuł Zasłużony dla Miasta Poznania, a także medal wojewody poznańskiego "Ad Perpetuam Rei Memoriam". Za upowszechnianie wiedzy – Medal Komisji Edukacji Narodowej. Był także odznaczony Krzyżem Armii Krajowej, Medalem „Za zasługi dla ZHP”, Złotą Odznaką PTE.

## Wybrane publikacje
- Podstawowe kierunki współczesnej teorii konkurencji. Studium krytyczne (PTE, Poznań 1960)
- Rachunek ekonomiczny a mechanizm rynkowy (1965)
- Teoretyczne podstawy stymulacji postępu naukowo-technicznego (1974)
- Przewodnik metodyczny do nauki historii myśli ekonomicznej (1992, współautor, ISBN 83-85530-08-8)
- Moje boje nad bzdurą (ekonomiczną): wybór felietonów (1992–1994) (1995, wybór felietonów, ISBN 83-85972-16-1)
- Ekonomia i polityka gospodarcza okresu transformacji: wybór prac z lat 1991–1995 (1996, ISBN 83-86808-29-2)
- Pochodne instrumenty finansowe (1996, współautor pracy zbiorowej, ISBN 83-907339-0-0)
- Wrogie państwo opiekuńcze, czyli Trudna droga Polski do gospodarki rynkowej: felietony z tygodnika „Wprost” z lat 1995–1999 (1999, ISBN 83-01-12902-6)
- Rynek i pieniądz w Polsce u progu XXI wieku (2000, ISBN 83-88048-22-8)
- Polski przełom ustrojowy 1989–2005: ekonomia epoki transformacji (2005, ISBN 83-7205-217-4)